# Keurvorstendom Saksen (1423-1485)
Het keurvorstendom Saksen of Keur-Saksen (Duits: Kurfürstentum Sachsen, Kursachsen of Chursachsen) was een relatief groot land in het Heilige Roomse Rijk. Als een van de zeven keurvorsten hadden de heersers van Saksen het recht om mede de Rooms-Duitse koning te kiezen, waardoor Saksen een van de invloedrijkste gebieden in het Rijk was.
Het keurvorstendom Saksen lag in het oosten van het Rijk aan de Saale en de middenloop van de Elbe. Het Ertsgebergte vormde de zuidelijke grens met het koninkrijk Bohemen. De belangrijkste steden waren Leipzig, Dresden, Meißen, Torgau en Wittenberg. Tussen 1440 en 1445 en vanaf 1482 maakte ook Thüringen deel uit van het keurvorstendom.
In 1423 werd markgraaf Frederik I de Strijdbare van Meißen beleend met het veel kleinere en noordelijker gelegen keurvorstendom Saksen-Wittenberg, waarvan het huis van de Wittenbergse Ascaniërs was uitgestorven. Hierdoor ontstond een groot aaneengesloten gebied dat - pars pro toto - Saksen genoemd werd. In 1485 sloten Ernst en Albrecht, die tot dan toe samen hadden geregeerd, het Verdrag van Leipzig waarmee Saksen in tweeën werd verdeeld. Hierdoor ontstonden twee nieuwe staten die allebei Saksen genoemd werden: het Ernestijnse keurvorstendom en het Albertijnse hertogdom.

## Geschiedenis

### Belening met Saksen
Gedurende de 14e eeuw was het Huis Wettin uitgegroeid tot een van de machtigste dynastieën in het Heilige Roomse Rijk. De belangrijkste bezittingen van de familie waren het markgraafschap Meißen en het landgraafschap Thüringen, dat geregeerd werd door een zijlinie van de dynastie. In het zuiden van Meißen lagen uitgestrekte mijnbouwgebieden; een belangrijke inkomstenbron voor de heersers. Daarnaast hadden Frederik IV en Willem II, die gezamenlijk over Meißen regeerden, in 1407 een universiteit gesticht in Leipzig, de grootste stad in hun gebieden.

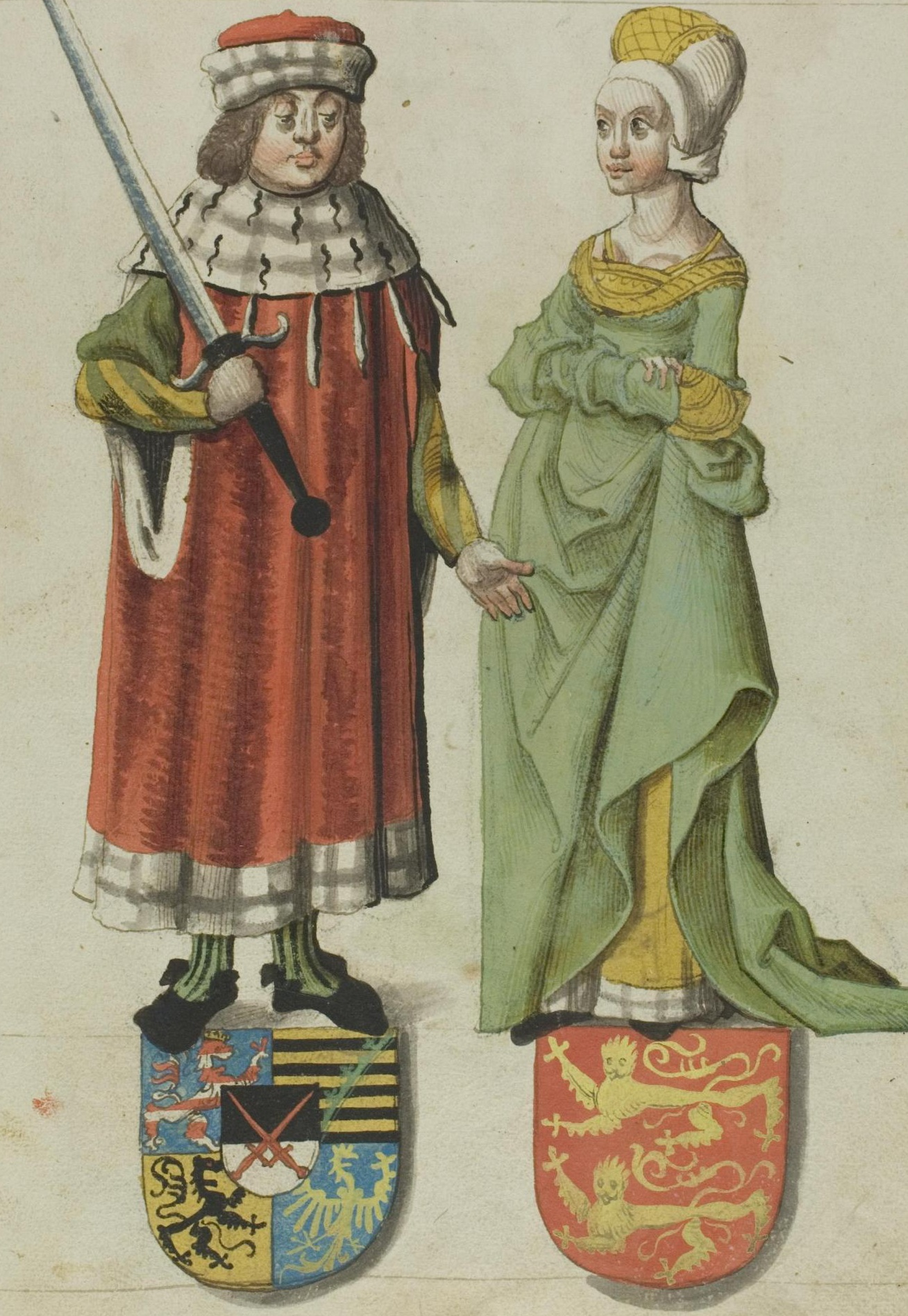
Frederik I als keurvorst met zijn echtgenote Catharina in het Sächsische Stammbuch, een 16e-eeuws genealogisch werk.

In 1419 kwamen de hussieten in Bohemen opstand tegen Sigismund, die behalve koning van Bohemen en Hongarije ook Rooms-Duits koning was. De opstand leidde tot een burgeroorlog in Bohemen, waar ook de omliggende gebieden bij betrokken raakten. Frederik IV was een van de Duitse vorsten die Sigismund in de strijd steunde. Op 5 augustus 1421 versloeg Frederiks leger een hussitische strijdmacht bij Brüx. De slag had echter geen invloed op het verloop van de oorlog, die in het voordeel van de hussieten bleef.
Op 12 november 1422 stierf keurvorst Albrecht III van Saksen uit de Ascanische dynastie zonder erfgerechtigde kinderen. Ondanks protesten van de hertog van Saksen-Lauenburg en de vorsten van Anhalt verklaarde koning Sigismund dat zijn gebieden als rijkslenen terug vielen aan de kroon. Vervolgens beleende de koning Frederik IV op 6 januari 1423 Frederik IV met het ten noorden van Meißen gelegen keurvorstendom Saksen, waarschijnlijk als dank voor zijn hulp in de strijd tegen de hussieten. Door de belening werd Frederik, die zich vanaf dat moment Frederik I van Saksen noemde, in rang verhoogd tot keurvorst. Hierdoor kreeg hij het recht om mede de Rooms-Duitse koning te kiezen. Met de keurvorstelijke titel waren ook de ambten van aartsmaarschalk en rijksvoogd verbonden. De aartsmaarschalk voerde het bevel over het rijksleger als de koning afwezig was en droeg het kroningzwaard tijdens de plechtigheden rond de koningskeuze. Als rijksvoogd traden de Saksische keurvorsten tijdens een interregnum op als plaatsvervanger van de koning in de delen van het Rijk waar het Saksische recht gold. Omdat "hertog van Saksen" de hoogste titel van het huis Wettin was, werd "Saksen" steeds vaker gebruikt als algemene benaming voor de gebieden van de dynastie.

### Staatsvorming
Evenals in andere Duitse vorstendommen probeerden de keurvorsten in Saksen hun positie als landsheer te verstevigen. Dit deden ze onder andere door ambtenaren aan te stellen in het bestuur, de overgebleven koninklijke en adellijke rechten over te nemen en heerlijkheden binnen hun gebieden op te kopen. Toen in 1426 het Saksische leger in de Slag bij Aussig een zware nederlaag leed waarbij de burggraaf van Meißen omkwam, verzette Frederik zich tegen de aanstelling van een nieuwe burggraaf. Hoewel koning Sigismund Hendrik van Plauen benoemde, bezette Frederik I de burggrafelijke gebieden en dwong hij Hendrik van Plauen om af te zien van het grootste deel van zijn rechten en bezittingen.
Frederik I stierf op 1 januari 1428. Zijn vier zoons, Frederik II de Zachtmoedige, Sigismund, Hendrik en Willem III, namen vervolgens gezamenlijk de regering over. In 1429 trokken de hussieten tijdens een plundertocht naar de Opper-Lausitz voor het eerst het Ertsgebergte over. In de herfst van dat jaar vielen hussitische legers het keurvorstendom binnen. Hun legers trokken via Pirna, Dresden, Meißen en Torgau naar Maagdenburg om van daaruit door de Lausitzen naar Bohemen terug te keren. Tijdens een derde aanval in de winter van 1429 werden onder andere Grimma, Leipzig en Altenburg geplunderd. Op 23 augustus 1432 sloot Frederik II vrede met de hussieten, nadat Duitse tegenaanvallen mislukt waren. Vier jaar later, in 1436, werd Sigismund algemeen als koning van Bohemen erkend en kwam een einde aan de Hussietenoorlogen.
Vanwege de hoge kosten van het bestuur en de wederopbouw kwamen de keurvorstelijke financiën steeds verder onder druk te staan. De inkomsten uit de landsheerlijke domeinen en de mijnbouw waren te laag om de kosten te dekken. Frederik II en zijn broer Willem III riepen daarom in 1438 een landdag bijeen in het Thüringse Gotha om de Staten van Saksen om een bede te vragen. De Staten, bestaande uit de adel, de geestelijkheid en de steden, kregen het recht om de ingewilligde belastingen te controleren. Nieuwe belastingen konden alleen met instemming van de Staten ingevoerd worden. De keurvorsten bevestigden het recht van de Staten om zelfstandig bijeen te komen, waarmee de Staten een belangrijke rol in de Saksische politiek kregen toebedeeld. Op alle volgende landdagen werden de rechten van de Staten bevestigd.

### Van deling naar oorlog
Aanvankelijk regeerden Frederik II, Sigismund, Hendrik en Willem III gezamenlijk over Saksen, waarbij Frederik II als oudste broer en keurvorst de meeste invloed had. Hendrik stierf al in 1435. Sigismund trad in 1437 toe tot de geestelijke stand en droeg zijn rechten en gebieden over aan zijn broers. Willem III kreeg geen eigen gebieden in Saksen, maar werd opgenomen aan het hof van landgraaf Frederik de Eenvoudige, het hoofd van de Thüringse tak van het huis Wettin. Omdat Frederik kinderloos was, werd Willem voorbereidt om hem op te volgen. Daarnaast kon Willem door zijn verloving met Anna van Oostenrijk, de oudste dochter van Rooms-koning Albrecht II, aanspraak maken op het hertogdom Luxemburg. Toen Frederik de Eenvoudige in 1440 stierf nam Willem III, mede in naam van zijn broer Frederik II, het bestuur in Thüringen over. In 1441 bezetten Saksische en Thüringse troepen Luxemburg, maar in 1443 veroverde hertog Filips de Goede van Bourgondië het hertogdom. Hoewel Willem III aanspraak op Luxemburg bleef maken, bleef het hertogdom in Bourgondische handen.
Onder invloed van een aantal Thüringse hoge edelen begon Willem aan te sturen op een verdeling van de Saksische gebieden. Van 13 tot 18 mei 1445 kwamen hertog Willem III en keurvorst Frederik II in Leipzig bij elkaar, waar ze besloten om tot een deling over te gaan. Willem moest een verdelingsplan opstellen, waarna Frederik II een van beide delen zou kiezen. Willem presenteerde zijn plan op 16 juli 1445 in Altenburg. Frederik II koos echter voor het Thüringse in plaats van het Meißense deel. Willem weigerde de verdeling te aanvaarden. Ondanks een scheidsrechterlijke uitspraak van een aantal naburige vorsten, leidde de strijd over de verdeling in 1446 tot een oorlog tussen de twee broers. Geen van beide partijen wist de ander beslissend te verslaan en de oorlog bestond voornamelijk uit schermutselingen. Wel wisten de troepen van Willem III ridder Kunz von Kauffungen, een van Frederiks commandanten, gevangen te nemen. Kunz moest een exorbitant losgeld betalen om vrijgelaten te worden. Op 27 januari 1451 sloten Willem en Frederik vrede in Naumburg. Willem mocht Thüringen behouden en Frederik kreeg Meißen en het keurvorstendom. Grote delen van het land waren verwoest en geplunderd.
Na de oorlog hoopte Kunz von Kauffungen door keurvorst Frederik II gecompenseerd te worden voor de schade die hij had geleden. Frederik weigerde te betalen. Aanvankelijk probeerde beide partijen hun conflict via een rechtbank op te lossen, maar na een ruzie begon Kunz von Kauffungen een persoonlijke vete tegen de keurvorst. In de nacht tussen 7 en 8 juli 1455 ontvoerde Kunz samen met een aantal medestanders Ernst en Albrecht, de minderjarige zoons van Frederik II, uit het kasteel van Altenburg. Via twee verschillende routes wilden de ridders de prinsen naar Bohemen brengen. Op weg naar Bohemen wist Albrecht te ontsnappen en werd Kunz von Kauffungen gevangengenomen. Op 14 juli 1455 werd hij op de grote markt in Freiberg onthoofd. Zijn medestanders lieten Ernst vrij toen keurvorst Frederik II beloofde hen niet te vervolgen. De "Prinsenroof" is een van de bekendste gebeurtenissen in de Saksische geschiedenis.

### Boheemse grens
Op 25 april 1459 sloten keurvorst Frederik II, hertog Willem III en de Boheemse koning George van Podiebrad het verdrag van Eger. Met dit verdrag legden ze de omstreden grens tussen Bohemen en Saksen vast op de kam van het Ertsgebergte. Bohemen gaf zijn territoriale soevereiniteit op de Boheemse lenen in Saksen op. Daarnaast schonk de koning een aantal heerlijkheden in het Vogtland als Boheemse lenen aan Saksen. In ruil daarvoor stond de keurvorst de Landeskrone bij Görlitz en de heerlijkheid Riesenburg met de steden Dux en Brüx aan Bohemen af. Het verdrag werd bevestigd met een dubbelhuwelijk: Frederiks zoon Albrecht zou trouwen met Podiebrads dochter Sidonia en Willems dochter Catharina werd beloofd aan Hendrik de Jongere van Podiebrad. De grens die met het verdrag van Eger werd vastgelegd is een van de langst bestaande grenzen in Europa.

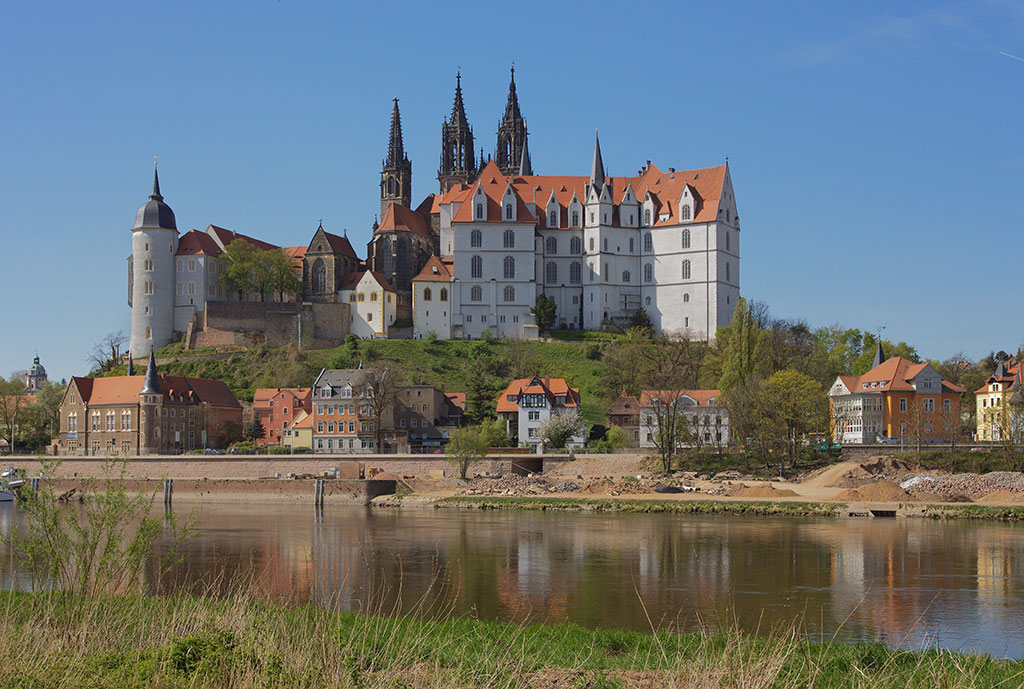
De Albrechtsburg in Meißen. De torens van de naastgelegen Dom zijn neogotische toevoegingen uit de 19e eeuw.

### Ernst en Albrecht
Na de dood van Frederik II op 7 september 1464 regeerden Ernst en Albrecht tot 1485 gezamenlijk over het keurvorstendom. Ze hielden een gezamenlijke hofhouding in Dresden en bouwden de stad uit tot hoofdstad. In 1471 gaven Ernst en Albrecht aan bouwmeester Arnold van Westfalen de opdracht om de burcht van Meißen om te bouwen tot een gotisch kasteel naar Frans voorbeeld. Het was het eerste Duitse kasteel dat niet als vesting maar als woning gebouwd werd. Aan het einde van de 17e eeuw werd het complex de Albrechtsburg genoemd. De broers breidden hun gebied naar het oosten toe uit door in 1472 het Hertogdom Sagan te kopen. In 1477 kochten ze de heerlijkheden Beeskow, Storkow en Sorau en bezetten ze de rijksabdij Quedlinburg en plaatste het gebied van de abdij onder hun bescherming. Met de inkomsten uit de mijnbouw breidden ze hun persoonlijke domeinen binnen Saksen verder uit. In de rijkspolitiek steunden Ernst en Albrecht Keizer Frederik III in zijn strijd tegen hertog Karel de Stoute van Bourgondië en het Ottomaanse Rijk.
In 1480 onderstond er voor het eerst een openlijk conflict tussen Ernst en Albrecht. Toen Ernst in dat jaar op reis ging naar Rome droeg hij zijn regeringsverantwoordelijkheid over aan zijn raadgevers, in plaats van aan zijn broer. Albrecht gaf de gezamenlijke hofhouding op en vertrok met zijn familie en zijn hof naar kasteel Hartenfels in Torgau. In 1482 stierf hertog Willem III. Omdat hij geen zoons had erfden Ernst en Albrecht zijn Thüringse gebieden. Daarmee waren voor het laatst alle bezittingen van het Huis Wettin verenigd. Vanaf dat moment stuurde Ernst aan op een nieuwe deling, ook al had Frederik II in zijn testament bepaald dat Saksen niet meer verdeeld mocht worden.

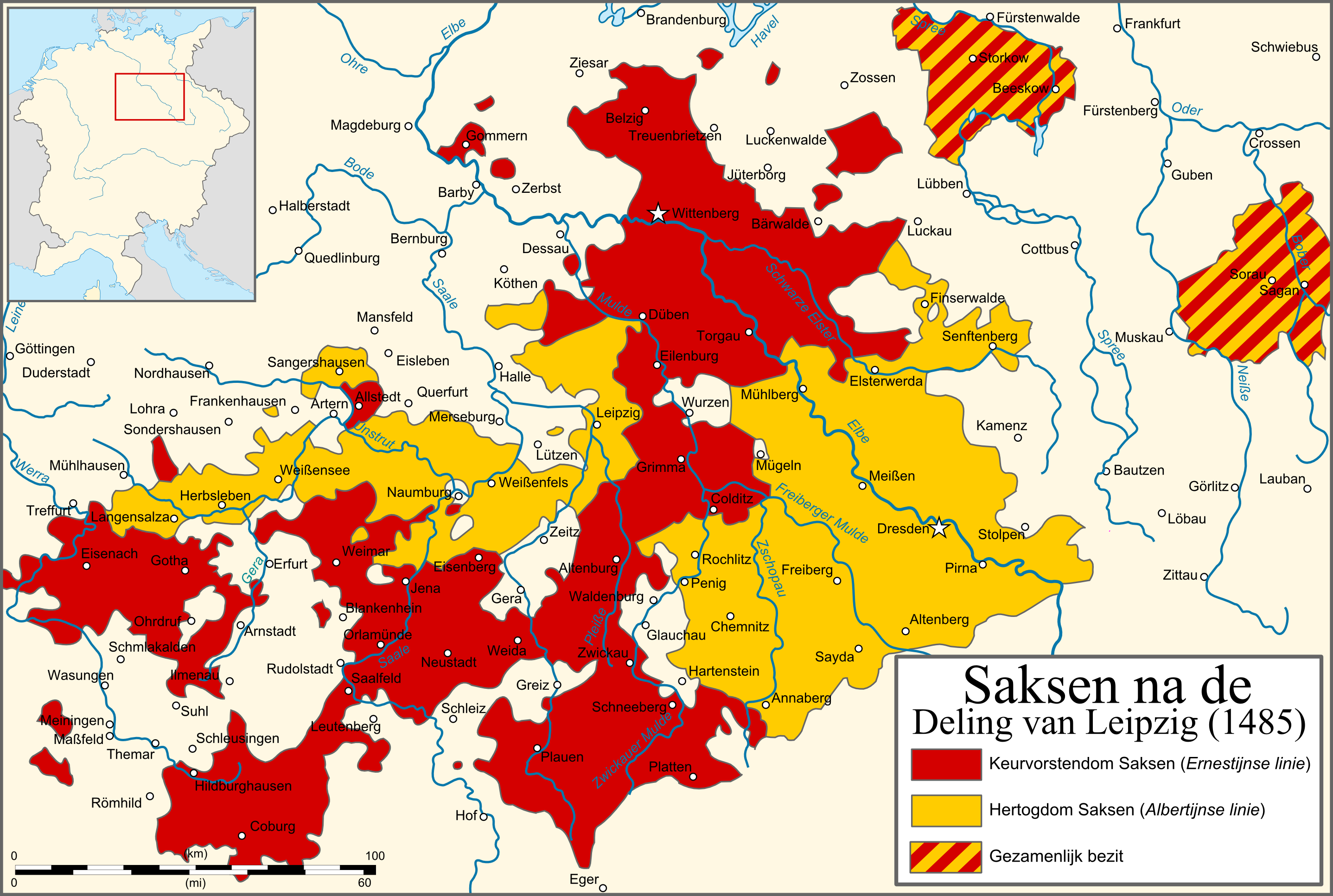
Kaart van Saksen na de Deling van Leipzig in 1485 met het Ernestijnse keurvorstendom in het rood en het Albertijnse hertogdom in het geel.

### Deling van Leipzig
In 1485 sloten Ernst en Albrecht het verdrag van Leipzig, waarin ze Saksen onder elkaar verdeelden. Als oudste broer bleef Ernst in het bezit van het hertogdom Saksen-Wittenberg en de daarmee verbonden keurvorstelijke waardigheid. Volgens Saksische recht had hij als oudste broer de overige gebieden in twee delen verdeeld, waar Albrecht er een van moest kiezen. Albrecht koos het Meißense deel, dat behalve het grootste deel van het markgraafschap Meißen met de steden Leipzig en Dresden ook het het noorden van Thüringen bestond. Ernst kreeg het zuidelijke deel van Thüringen met de steden Gotha en Weimar en het westelijke deel van Meißen met de steden Torgau en Altenburg.
Tot 1547 bleef Saksen verdeeld in een "Ernestijns" keurvorstendom en een "Albertijns" hertogdom.

## Heersers
- 1423 - 1428: Frederik I de Strijdbare
- 1428 - 1464: Frederik II de Zachtmoedige, samen met Hendrik (1428-1435), Sigismund (1428-1438), en Willem III de Dappere (1428-1445)
- 1464 - 1485: Gezamenlijke regering door Ernst en Albrecht